# Японский морской лещ
Японский морской лещ (лат. Brama japonica) — вид лучепёрых рыб из семейства морских лещей. Brama japonica является близким родственником Brama brama и очень похож на него, но Brama japonica можно отличить по большему количеству жаберных тычинок.

## Описание
Тело высокое, сильно сжато с боков, овальной формы; высота тела составляет 43—50 % стандартной длины тела. Голова высокая с полукруглым крутым верхним профилем. Рыло тупое, рот конечный и косой. На первой жаберной дуге 17—21 жаберных тычинок

## Распространение
Широко распространёны по всему Тихому океану от Калифорнии до Японского моря, особенно в северной его части. Границы ареала существенно изменяются в течение года. В зимние месяцы отодвигаются к субтропикам, а летом смещаются в субарктическое области.

## Питание
Рацион взрослых Brama japonica состоит в основном из головоногих и рыб (в основном из рода Bathylagus), а также из бокоплавов.